# Oromë
Oromë je brat Nessin i suprug Vánin, poznat i kao veliki lovac i predvodnik vilenjaka iz Cuiviénena, te Araw ili sindarinski Aldaron ("Gospodar drveća"). Ime mu znači "Onaj koji puše u rogove" ili "Zvuk roga". Za vrijeme Godina drveća kad su se Valari većinom zadržavali u Amanu, Orome je još uvijek povremeno lovio u šumama Međuzemlja. Tijekom jednog od svojih lutanja Međuzemljem naišao je na vilenjake u blizini jezera Cuiviénena.
Veliki je lovac i sudjelovao je u borbama s Melkorom, čuven po svojem bijesu bio je najstrašniji u ovim sukobima. Jaše konja Nahara i mračne sile Međuzemlja zastrašuje trubeći u svoj rog Valarómu.